# Resolució 18 del Consell de Seguretat de les Nacions Unides
La Resolució 18 del Consell de Seguretat de les Nacions Unides, aprovada el 13 de febrer de 1947, va crear una comissió amb la finalitat d'intentar dur a terme la resolució 41 de la Assemblea General de les Nacions Unides, la qual establia que la regulació i la reducció de l'armament en les diferents forces armades del món era una pas important per enfortir la pau internacional.
La resolució va ser adoptada per 10 vots a favor, amb l'abstenció de la Unió Soviètica.